# Lupinus nipomensis
Lupinus nipomensis är en ärtväxtart som beskrevs av Alice Eastwood. Lupinus nipomensis ingår i släktet lupiner, och familjen ärtväxter. Inga underarter finns listade i Catalogue of Life.